# Orphaned Land

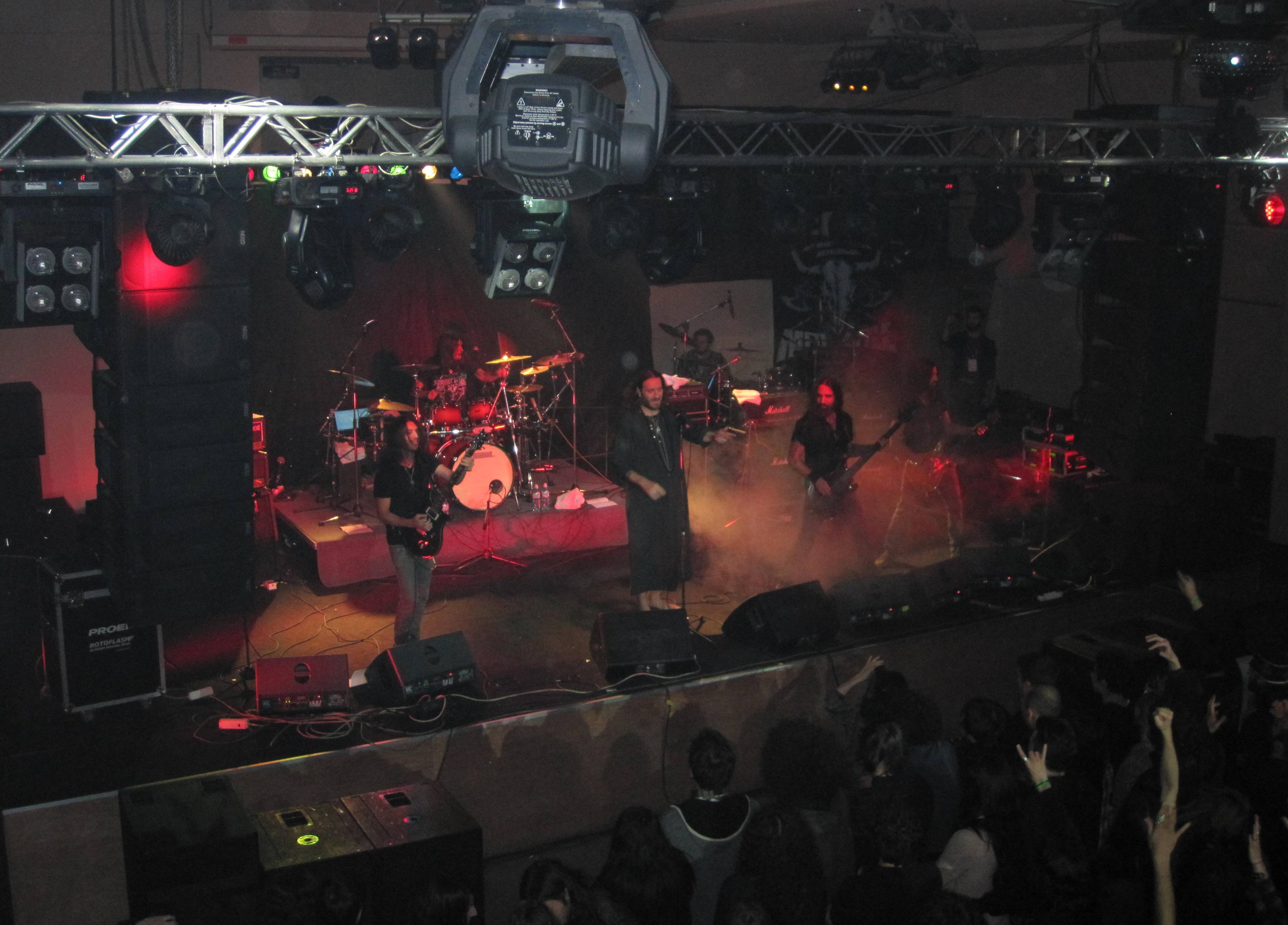
Orphaned Land la Tbilisi Blitzkrieg Fest 2014.

Orphaned Land (în ebraică אורפנד לנד) este o formație israeliană de heavy metal formată în 1991, care combină elemente muzicale evreiești, arabe și alte influențe din Orientul Mijlociu. Trupa a fost înființată sub numele Resurrection și și-a schimbat denumirea în anul 1992. Orphaned Land, care sunt considerați „pionierii oriental metal” (un sub-gen al stilului folk metal), au trecut prin mai multe schimbări de componență de-a lungul anilor, Kobi Farhi (solistul vocal) și Uri Zelha (basistul) fiind singurii membri fondatori care au rămas în formație. Componența actuală îi mai cuprinde pe Matan Shmuely (baterie), Chen Balbus (chitară/keyboard), care l-a înlocuit, în 2012, pe membrul fondator Matti Svatizky, și Idan Amsalem (chitară/bouzouki), care l-a înlocuit, la începutul lui 2014, pe membrul fondator Yossi Sassi. Versurile cântecelor trupei promovează un mesaj de pace și unitate, în special între principalele trei religii avraamice (iudaism, islam și creștinism).

## Istoric
În 1992, trupa, care se numea inițial Resurrection, și-a schimbat numele în Orphaned Land. Formația îmbină progressive, doom și death metal, precum și muzică folk din Orientul Mijlociu sau muzică tradițională arabă într-un melanj oriental metal. Concepția fiecărui album pornește de la întâlnirea a două extreme: Orient și Occident, prezent și trecut, lumină și întuneric, Dumnezeu și Satan.

### Sahara și El Norra Alila
Primul album al trupei a fost Sahara (1994), lansat inițial ca demo. Al doilea album, El Norra Alila (1996), prezenta deja multe influențe orientale, precum în piesa „El Norra Alila” („Ilustrul Dumnezeu”), bazată pe o rugăciune pentru iertarea păcatelor cântată în timpul sărbătorii Yom Kippur. Albumul include și piese care conțin rugăciuni evreiești tradiționale piyyut și melodii arabe. El Norra Alila explorează teme legate de lumină și întuneric și promovează un mesaj de identitate comună între cele trei religii avraamice (iudaism, islam și creștinism).

### Mabool
Al treilea album, Mabool: The Story of the Three Sons of Seven (Mabool este denumirea evreiască a Potopului descris în Biblie, în epopeea lui Noe), lansat în 2004, a fost conceput pe durata a șapte ani. Albumul spune povestea a trei frați (reprezentând cele trei religii avraamice) care încearcă să avertizeze umanitatea de iminența unui potop trimis ca pedeapsă pentru păcatele acesteia. Din punct de vedere muzical, pe album sunt folosite instrumente orientale, două coruri, muzică yemenită tradițională interpretată de Shlomit Levi și versete biblice din povestea Potopului citite de solistul vocal Kobi Farhi. După Mabool, Orphaned Land au lansat un EP, Ararat (2005), denumit după Muntele Ararat. În ciuda faptului că multe din cântecele lor sunt inspirate din teme biblice, membrii trupei nu se declară religioși, majoritatea identificându-se ca atei sau agnostici.

### The Never Ending Way of ORWarriOR
În ianuarie 2010, Orphaned Land au lansat continuarea albumului Mabool, intitulată The Never Ending Way of ORWarriOR. ORWarriOR reprezintă „Luptătorul luminii”, iar ideea de bază a albumului este lupta dintre lumină și întuneric. Albumul are un sunet diferit față de Mabool și a fost mixat de Steven Wilson de la Porcupine Tree. Primul single de pe CD, intitulat „Sapari”, a fost încărcat pe Myspace împreună cu alte două piese, „Vayehi OR” și „Disciples of the Sacred Oath II”. La începutul anului 2011, ORWarriOR a fost declarat de Metal Storm cel mai bun album progressive metal din 2010, cu 421 de voturi dintr-un total de 1130.
În 2008, Orphaned Land au apărut în documentarul Global Metal, un nou film al realizatorilor Metal: A Headbanger's Journey.
Pe 22 mai 2010, Orphaned Land au cântat în deschiderea concertului Metallica din Israel. Ulterior, în vara anului 2010, formația a pornit într-un turneu de promovare a albumului The Never Ending Way of ORWarriOR, concertând la mari festivaluri precum Wacken Open Air, Summer Breeze Open Air, Sonisphere Festival, Gods of Metal sau Rock Hard Festival. La sfârșitul verii, trupa  a participat la un turneu nord-american în deschiderea formației Katatonia, împreună cu Swallow the Sun. Turneul a continuat în Europa, Orphaned Land deschizând pentru Amorphis alături de Ghost Brigade.
Pe 19 iunie 2011, trupa a cântat la festivalul francez de heavy-metal Hellfest, desfășurat la Clisson, lângă Nantes. În februarie 2011, israelienii au concertat la festivalul cultural Riviera de la VIT University, în Vellore, India, iar în februarie 2012 tot în India, la festivalul Alcheringa de la IIT, în Guwahati.

### All Is One

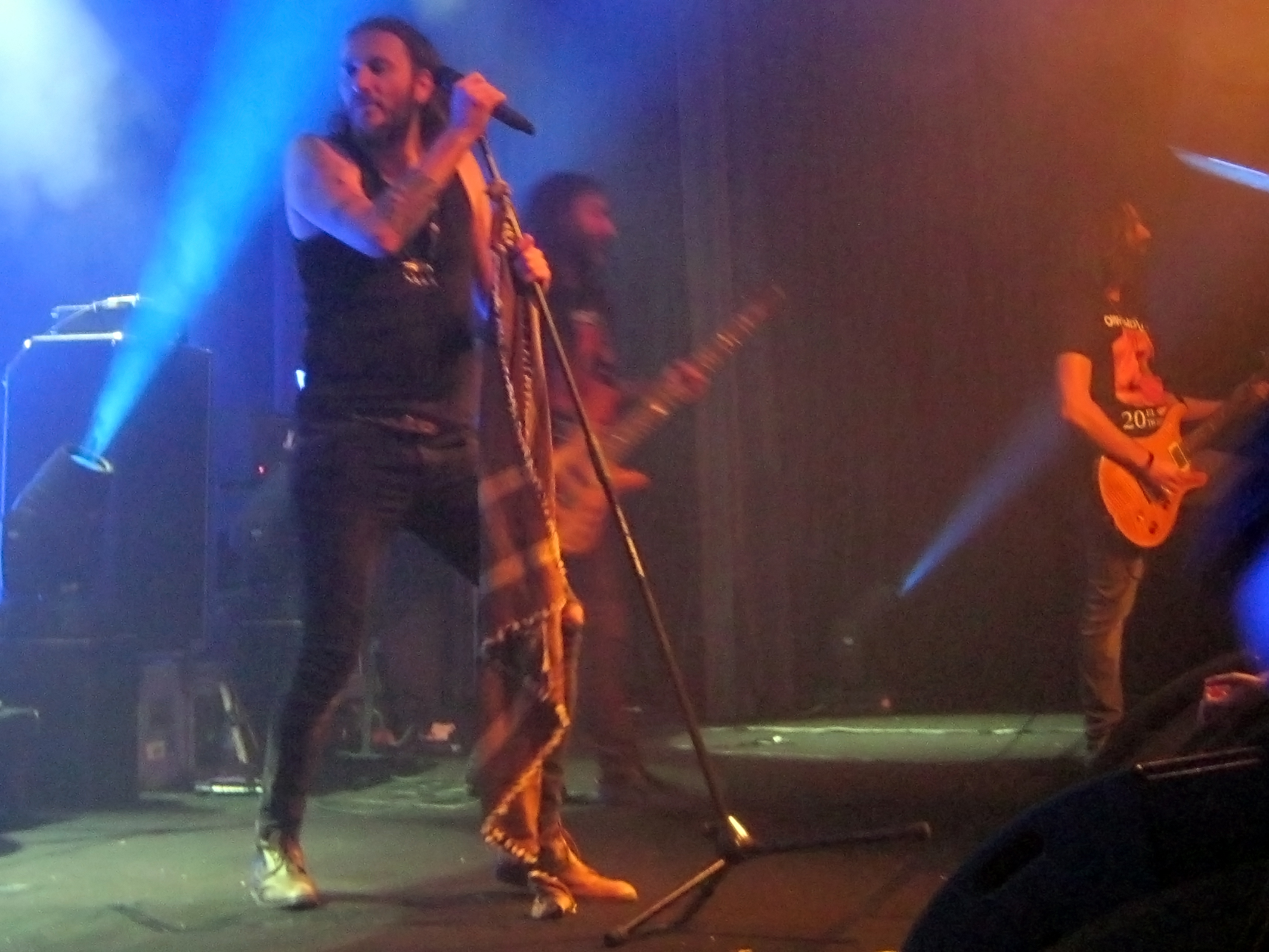
Orphaned Land în 2016.

Pe 11 iunie 2012, chitaristul Matti Svatizky și-a anunțat plecarea din trupă, motivând probleme personale. El a fost înlocuit cu Chen Balbus, un tânăr muzician care participase anterior la câteva turnee Orphaned Land în calitate de chitarist de rezervă. Balbus a fost integrat în trupă ca membru plin și a debutat pe următorul album Orphaned Land, All Is One, participând inclusiv la compoziție și aranjamentul pieselor.
În anul 2012 a circulat o petiție online care cerea acordarea Premiului Nobel pentru Pace formației Orphaned Land pentru „eforturile curajoase ale trupei de a depăși granițele naționale și religioase” și pentru realizarea de „a fi unit mii de evrei și musulmani de-a lungul Orientului Mijlociu”. Petiția a fost reluată în 2017.
Al cincilea album al Orphaned Land, intitulat All Is One, a fost lansat local pe 21 iunie 2013, în Europa pe 24, iar în Statele Unite și mondial pe 25 iunie. Solista vocal de pe albumul anterior, Shlomit Levy, nu a participat la realizarea noului material, iar părțile vocale feminine au fost interpretate de Mira Awad. În ciuda titlului optimist, trupa consideră că albumul este cel mai întunecat din punct de vedere tematic, deși cel mai accesibil din punct de vedere muzical, fiind aproape complet lipsit de influențe death metal.
Pe 7 ianuarie 2014, Orphaned Land au anunțat pe pagina lor Facebook că s-au despărțit de chitaristul și membrul fondator Yossi Sassi. El a fost înlocuit cu chitaristul și producătorul muzical Idan Amsalem, care participase anterior la mai multe turnee ale formației, în calitate de chitarist de rezervă.
Pentru activitatea din anul 2014, Orphaned Land au fost recompensați de Metal Hammer cu premiul „Global Metal Band of the Year 2014”. Trupa a lansat și un videoclip pentru piesa „Let the Truce Be Known”, regizat de Vadim Machona.

### Unsung Prophets & Dead Messiahs
În 2017, Steve Hackett, chitaristul trupei Genesis, l-a sunat pe Kobi Farhi. El căuta pentru noul lui album artiști care militează pentru pace și a ales formația Orphaned Land. Cele două părți s-au pus de acord și au început să colaboreze. Împreună cu apreciata cântăreață israeliană de origine arabă Mira Awad, Farhi a înregistrat părți vocale pe albumul lui Hackett, The Night Siren, și piesa „West to East”. Ulterior, Hackett a continuat să lucreze cu Orphaned Land și a înregistrat un solo de chitară pentru noul album al trupei, programat să fie lansat pe 26 ianuarie 2018 și intitulat Unsung Prophets & Dead Messiahs.
Primul teaser al albumului a fost postat pe YouTube pe 23 noiembrie 2017. Pe 8 decembrie 2017 a fost lansat și videoclipul piesei Like Orpheus, cântată de Orphaned Land și Hansi Kürsch, solistul vocal al trupei germane Blind Guardian. În videoclip, regizat tot de Vadim Mechona, solista Ethel Feigman a trupei Magen interpretează o tânără palestiniană credincioasă, iar Ben Sa'ada, vocalistul de la Canine, interpretează rolul unui evreu ortodox. Cei doi merg separat la un concert al formației Kreator, fără să interacționeze unul cu altul.

## Componență
| Membri actuali - Kobi Farhi – voce (1991–prezent) - Uri Zelha – chitară bas (1991–prezent) - Matan Shmuely – baterie, percuție (2007–prezent) - Chen Balbus – chitare, pian, bouzouki, saz, oud, xilofon, acompaniament vocal (2012–prezent) - Idan Amsalem – chitare, bouzouki (2014–prezent) | Foști membri - Matti Svatizky – chitare (1991–2012) - Sami Bachar – baterie, percuție (1991–2000) - Itzik Levy – claviaturi, pian (1991–1996) - Eran Asias – baterie, percuție (2000–2004) - Eden Rabin – claviaturi, acompaniament vocal (2001–2005) - Avi Diamond – baterie, percuție (2004–2007) - Yatziv Caspi – percuție (2004–2007) - Yossi Sassi – chitare, oud, saz, bouzouki, cümbüș, acompaniament vocal (1991-2014) | Foști membri de turneu - Steven Wilson – claviaturi (2010) - Shlomit Levi – acompaniament vocal feminin (2004–2012) |

## Discografie

### Albume de studio
| Sahara | - Lansat: 25 noiembrie 1994 - Casă de discuri: Holy Records - Formate: CD, CS, LP                                  | —   | —   | —  |             |
| El Norra Alila | - Lansat: 18 iulie 1996 - Casă de discuri: Holy Records - Formate: CD, CS                                          | —   | —   | —  |             |
| Mabool | - Lansat: 23 februarie 2004 - Casă de discuri: Century Media Records - Formate: CD, LP, descărcare digitală        | —   | —   | —  |             |
| The Never Ending Way of ORWarriOR                                                                                  | - Lansat: 25 ianuarie 2010 - Casă de discuri: Century Media Records - Formate: CD, CD+DVD, LP, descărcare digitală | —   | 192 | 44 |             |
| All Is One | - Lansat: 24 iunie 2013 - Casă de discuri: Century Media Records - Formate: CD, CD+DVD, LP, descărcare digitală    | 189 | —   | —  | - SUA: 400+ |
| Unsung Prophets & Dead Messiahs                                                                                    | - Lansat: 26 ianuarie 2018 - Casă de discuri: Century Media Records - Formate: CD, CD+DVD, LP, descărcare digitală |     |     |    |             |
| "—" presupune o înregistrare care nu a pătruns în topurile oficiale sau nu a fost lansată în teritoriul respectiv. | |     |     |    |             |

### Demo
| Titlu             | Informații despre demo                                            |
| ----------------- | ----------------------------------------------------------------- |
| The Beloved's Cry | - Lansat: 1993 - Casă de discuri: Producție proprie - Formate: CS |

### EP-uri
| Titlu            | Informații despre EP                                                                |
| ---------------- | ----------------------------------------------------------------------------------- |
| Ararat           | - Lansat: 16 septembrie 2005 - Casă de discuri: Profound Lore Records - Formate: LP |
| Sukkot in Berlin | - Lansat: 22 iunie 2015 - Casă de discuri: soundsUP records - Formate: LP           |

### Albume live
| Titlu                 | Informații despre album                                                                         |
| --------------------- | ----------------------------------------------------------------------------------------------- |
| The Road to OR-Shalem | - Lansat: 24 octombrie 2011 - Casă de discuri: Century Media Records - Formate: CD, DVD, DVD+CD |

### Alte albume
| Titlu                     | Informații despre album                                               | Note                 |
| ------------------------- | --------------------------------------------------------------------- | -------------------- |
| Sentenced / Orphaned Land | - Lansat: 2005 - Casă de discuri: Century Media Records - Formate: CD | - split cu Sentenced |
| Kna'an                    | - Lansat: 2016 - Casă de discuri: Century Media Records - Formate: CD | - cu Amaseffer       |
| Orphaned Land & Friends   | - Lansat: 2017 - Casă de discuri: Century Media Records - Formate: CD |                      |

### Videoclipuri
| An   | Titlu                    | Regizor(i)               | Album                             |
| ---- | ------------------------ | ------------------------ | --------------------------------- |
| 2004 | „Ocean Land”             | Yosi Arzi                | Mabool                            |
| 2004 | „Norra El Norra”         | Eli Klein                | Mabool                            |
| 2010 | „Sapari”                 | Shahar Hamo, Matan Cohen | The Never Ending Way of ORWarriOr |
| 2013 | „Brother”                | Ami Bornstein            | All Is One                        |
| 2013 | „All Is One”             | Shahar Hamo              | All Is One                        |
| 2014 | „Let the Truce Be Known” | Vadim Machona            | All Is One                        |
| 2017 | „Children”               |                          |                                   |
| 2017 | „Like Orpheus”           | Vadim Machona            | Unsung Prophets & Dead Messiahs   |
| 2018 | „We Do Not Resist”       | Shahar Hemo              | Unsung Prophets & Dead Messiahs   |

## Concerte Orphaned Land în România
| Dată                              | Scenă                  | Oraș      | Trupe însoțitoare                        | Poziția Orphaned Land |
| --------------------------------- | ---------------------- | --------- | ---------------------------------------- | --------------------- |
| 22 iulie 2006                     | Samfest Jazz și Rock   | Satu Mare | Manticora, Trooper, Altar                | Cap de afiș           |
| 11 august 2007                    | Maximum Rock Festival  | Cluj      | Overkill, To Die For, The Cold Existence | Trupă de deschidere   |
| 25 iunie 2010                     | Rock The City          | București | Accept, Manowar, Volbeat, Paradise Lost  | Trupă de deschidere   |
| 8 decembrie 2011 (Concert anulat) | Irish Music Club       | Cluj      | Myrath, Arkan, Artweg                    | Cap de afiș           |
| 9 decembrie 2011                  | The Silver Church Club | București | Myrath, Arkan, Artweg                    | Cap de afiș           |
| 15 octombrie 2013                 | The Silver Church Club | București | Matricide, Klone, The Mars Chronicle     | Cap de afiș           |
| 17 octombrie 2013                 | Flying Circus Pub      | Cluj      | Matricide, Klone, The Mars Chronicle     | Cap de afiș           |
| 9 martie 2018                     | Flying Circus Pub      | Cluj      | Lunarsea, Subterranean Masquerade        | Cap de afiș           |